# ワラシ・オリヴェイラ・ドス・サントス
ワラシ・オリヴェイラ・ドス・サントス（Wallace Oliveira dos Santos, 1994年5月1日 - ）は、ブラジル・リオデジャネイロ出身のサッカー選手。フィゲイレンセFC所属。ポジションはDF（SB）。ウォレス、ウォラス、ワラス、ワラセとも表記される。

## 経歴
2005年からフルミネンセFCのユースチームでキャリアをスタートさせ、2011年にトップチームに昇格した。
2012年12月、2013年夏からのイングランドのチェルシーFCに移籍することが決まった。しかし、A代表に選出されていないため、労働許可書が下りず、レンタル先を探すことになった。
2013年8月、インテル・ミラノへのレンタル移籍が決定。
2014年7月、フィテッセへのレンタル移籍が決定。

## 代表歴
ブラジル代表として2011 南米U-17選手権にも出場し、チームの優勝に貢献し、2011 FIFA U-17ワールドカップでは、1得点を記録しチームの4位に貢献した。

## タイトル

### クラブ
フルミネンセFC
- カンピオナート・ブラジレイロ・セリエA 2012
- カンピオナート・カリオカ 2012